# Song tính luyến ái
Song tính luyến ái (tiếng Anh: Bisexuality) chỉ sự hấp dẫn hoặc hành vi tình cảm hoặc tình dục với giới nam và nữ hoặc nhiều hơn một giới. "Song tính" cũng có thể được định nghĩa để bao gồm sự thu hút tình cảm hay tình dục đối với người của bất kì bản dạng giới hay giới tính nào, cũng được biết đến với tên toàn tính luyến ái.
Thuật ngữ Song tính/Song tính luyến ái được sử dụng chính trong trường hợp biểu lộ sự hấp dẫn của con người về tình cảm hay tình dục, hướng đến cả đàn ông và phụ nữ. Đồng thời khái niệm này là một trong ba phân loại chính của xu hướng tính dục, đi cùng với dị tính/dị tính luyến ái và đồng tính/đồng tính luyến ái, tất cả tồn tại trong phổ dị tính - đồng tính.  Một bản dạng song tính không nhất thiết phải cân bằng sự hấp dẫn tình dục với cả hai giới tính; thường thì, những người có sở thích tình dục nghiêng về một giới tính nhất định hơn giới tính còn lại nhưng lại không độc nhất cũng tự nhận họ là người song tính.
Các nhà khoa học không biết chính xác nguyên nhân vì sao xu hướng tính dục tồn tại, nhưng họ đặt ra giả thuyết rằng nó được hình thành bởi sự tương hỗ phức tạp của ảnh hưởng di truyền, nội tiết tố và môi trường, đồng thời không xem nó như là một sự lựa chọn. Mặc dù không có một lý thuyết nào cho biết nguyên nhân xu hướng tính dục ngày càng được ủng hộ rộng rãi, các nhà khoa học vẫn ủng hộ những thuyết dựa trên sinh học. Có nhiều bằng chứng ủng hộ các nguyên nhân sinh học và phi xã hội của xu hướng tính dục hơn là những nguyên nhân xã hội, đặc biệt là đối với nam giới.
Song tính luyến ái đã được thấy trong các xã hội khác nhau và trong thế giới loài vật thông qua các tài liệu lịch sử. Tuy nhiên, các thuật ngữ bisexual (song tính luyến ái), heterosexual (dị tính luyến ái) và homosexual (đồng tính luyến ái) chỉ mới được sử dụng từ thế kỷ 19.

## Các định nghĩa

### Xu hướng tính dục, bản dạng tính dục và hành vi tình dục
Song tính luyến ái là sự bị hấp dẫn bởi người cùng giới và khác giới về tình cảm và/hoặc tình dục. Cũng có thể hiểu song tính luyến ái là sự bị hấp dẫn bởi nam và nữ nhưng định nghĩa này gặp phải nhiều ý kiến trái chiều vì tính nhị nguyên của nó. Hấp dẫn bởi nam và nữ không chỉ đơn thuần là hai xu hướng, còn rất nhiều xu hướng khác ở giữa có đặc điểm trộn lẫn giữa hai xu hướng chính. Hiệp hội Tâm thần Hoa Kỳ cho rằng "xu hướng tình dục nằm trong một phổ". Nói cách khác, một người không hoàn toàn là đồng tính hoặc dị tính luyến ái nhưng có thể cảm thấy ở một mức độ nào đó của hai xu hướng này. Xu hướng tính dục phát triển trong suốt cuộc đời của một con người - mỗi người khác nhau có thể nhận ra bản thân là dị tính, song tính hay đồng tính tại những thời điểm khác nhau trong cuộc đời."
Xu hướng tình dục phát triển xuyên suốt đời sống con người–mỗi người nhận ra ở những thời điểm khác nhau trong cuộc đời họ rằng họ là dị tính, song tính và đồng tính." Hấp dẫn tình dục, hành vi tình dục và nhận thực tình dục có thể cũng không phù hợp với nhau, cũng như việc hấp dẫn tình dục và hành vi tình dục không nhất thiết đồng nhất với nhận thực tình dục. Vài người xác định mình là dị tính, đồng tính hoặc song tính mà chưa từng có trải nghiệm tình dục. Những người khác từng có trải nghiệm đồng tính nhưng không tự coi họ là đồng tính hoặc song tính. Tương tự như vậy, những người tự nhận là đồng tính có thể thỉnh thoảng có hành vi tình dục với người khác giới tính nhưng không tự nhận định mình là là song tính. Thuật ngữ Queer, Đa tính/Đa tính luyến ái, Dị tính linh hoạt, Đồng tính linh hoạt, Nam giới có quan hệ tình dục với nam giới (MSM) và Nữ giới có quan hệ tình dục với nữ giới (WSW) cũng có thể được dùng để miêu tả bản dạng tính dục hoặc xác định hành vi tình dục.
Định nghĩa của song tính luyến ái có sự thay đổi theo thời gian, và hiện nay cũng được biết tới như một thuật ngữ chung bao hàm tất cả các xu hướng tính dục khác chỉ sự hấp dẫn với nhiều hơn một giới như như đa tính luyến ái (thu hút với nhiều giới, tuy không phải tất cả) và toàn tính luyến ái (thu hút với tất cả các giới).
Người có xu hướng tính dục song tính luyến ái có thể bị hấp dẫn về mặt cảm xúc, tình cảm và tình dục với cả người cùng giới và khác giới với mình. Nó cũng chỉ sự công nhận về mặt cá nhân và xã hội đối với những người như vậy. Song tính luyến ái, cùng với đồng tính luyến ái và dị tính luyến ái là ba xu hướng tính dục chính, còn những người không bị hấp dẫn về mặt tình dục với bất kì một giới hay giới tính nào được gọi là vô tính (asexuality).
Theo nghiên cứu của Alfred Kinsey về tình dục loài người vào giữa thế kỷ 20, nhiều người không chỉ là dị tính luyến ái hoặc đồng tính luyến ái mà nằm giữa hai loại này. Kinsey đánh giá sự hấp dẫn và thể hiện tình dục trên một thang 7 điểm bắt đầu từ 0 (hoàn toàn dị tính luyến ái) đến 6 (hoàn toàn đồng tính luyến ái). Theo nghiên cứu của Kinsey, phần lớn dân số thuộc loại từ 1 đến 5 (giữa dị tính luyến ái và đồng tính luyến ái). Mặc dù phương pháp của Kinsey đã từng bị chỉ trích, thang đo này vẫn được sử dụng rộng rãi để đánh giá sự liên tục của tình dục loài người.
Song tính luyến ái đã được thấy trong các xã hội khác nhau và trong thế giới loài vật thông qua các tài liệu lịch sử. Tuy nhiên, các thuật ngữ bisexual (song tính luyến ái), heterosexual (dị tính luyến ái) và homosexual (đồng tính luyến ái) chỉ mới được sử dụng từ thế kỷ 19.

## Xu hướng tính dục
Song tính luyến ái là sự bị hấp dẫn bởi người cùng giới và khác giới về tình cảm và/hoặc tình dục. Cũng có thể hiểu song tính luyến ái là sự bị hấp dẫn bởi nam và nữ nhưng cách hiểu này gặp phải nhiều ý kiến trái chiều vì tính nhị nguyên của nó. Hiệp hội Tâm thần Hoa Kỳ cho rằng "thiên hướng tình dục nằm trong một dãy liên tục". Nói cách khác, một người không hoàn toàn là đồng tính hoặc dị tính luyến ái nhưng có thể cảm thấy ở một mức độ nào đó của hai thiên hướng này. Thiên hướng tình dục phát triển xuyên suốt đời sống con người–mỗi người nhận ra ở những thời điểm khác nhau trong cuộc đời họ rằng họ là dị tính, song tính và đồng tính." Hấp dẫn tình dục, hành vi tình dục và nhận thực tình dục có thể cũng không phù hợp với nhau, cũng như việc hấp dẫn tình dục và hành vi tình dục không nhất thiết đồng nhất với nhận thức tình dục. Vài người xác định mình là dị tính, đồng tính hoặc song tính mà chưa từng có trải nghiệm tình dục. Những người khác từng có trải nghiệm đồng tính nhưng không tự coi họ là đồng tính hoặc song tính. Tương tự như vậy, những người tự nhận là đồng tính có thể thỉnh thoảng có hành vi tình dục với người khác giới tính nhưng không tự xác định mình là song tính. thuật ngữ Queer, Đa tính/Đa tính luyến ái, Dị tính linh hoạt, Đồng tính linh hoạt, Nam giới có quan hệ tình dục với nam giới (MSM) và Nữ giới có quan hệ tình dục với nữ giới (WSW) cũng có thể được dùng để miêu tả bản dạng tính dục hoặc xác định hành vi tình dục
Toàn tính luyến ái (pansexuality) có thể được coi là một dạng của song tính luyến ái hoặc không, khi vài nguồn cho rằng song tính luyến ái bao hàm sự bị hấp dẫn về mặt tình cảm hoặc tình dục từ tất cả các bản dạng giới hoặc sự hấp dẫn về mặt tình cảm hoặc tình dục từ một người bất kể giới tính sinh học hoặc giới của người đó. Khái niệm toàn tính luyến ái, một cách cân nhắc, bác bỏ khái niệm nhị nguyên giới, khái nhiệm "hai giới tính và, thực chất là, thiên hướng tình dục xác định," trong khi người toàn tính luyến ái thì cởi mở về mối quan hệ với những người không tự xác định là nam hoặc nữ. Thuật ngữ toàn tính luyến ái được dùng không phân biệt với song tính luyến ái và, tương tự như vậy, những người tự nhận là song tính có thể "cảm thấy giới tính, giới tính sinh học và thiên hướng tình dục không nên là điểm trọng yếu trong một mối quan hệ [tình cảm/tình dục]."
Nhà hoạt động người song tính Robyn Ochs định nghĩa song tính/song tính luyến ái là "tiềm năng bị thu hút về mặt tình cảm và/hoặc về mặt tình dục với những người có hơn một giới tính và/hoặc giới, không cần cùng một thời điểm, không cần chung một cách, và cũng không cần một mức độ giống nhau."

Theo Rosario, Schrimshaw, Hunter, Braun (2006): 
...Quá trình tự xác định là đồng tính hoặc song tính là một quá trình phức tạp và thường là khó khăn. Không giống như những nhóm thiểu số khác (ví dụ như dân tộc hoặc chủng tộc), hầu hết người đồng tính và song tính không được lớn lên trong một cộng đồng giống như họ nơi mà họ có thể học hỏi về nhận thức của họ và những người người củng cố và hỗ trợ nhận thức đó. Thay vào đó, người đồng tính và song tính thường lớn lên trong cộng đồng phớt lờ và công khai chống đối đồng tính.
Song tính/Song tính luyến ái như là một bản dạng chuyển tiếp cũng đã qua nghiên cứu. Trong một nghiên cứu theo chiều dọc (a longitudinal study) về sự phát triển của bản dạng tính dục giữa các nhóm thanh thiếu niên là người đồng tính nữ, đồng tính nam và song tính, Rosario và những người khác "đã tìm thấy bằng chứng về sự cố định đáng kể và cả sự thay đổi trong bản dạng tính dục LGBT theo thời gian". Những thanh thiếu niên đã nhận dạng họ vừa là đồng tính nam/đồng tính nữ, vừa là song tính ngay trước thời điểm bắt đầu có khả năng xác định mình là người đồng tính nam/đồng tính nữ cao hơn xấp xỉ ba lần so với việc xác định mình là người song tính ở những lần đánh giá tiếp theo. Với những thanh thiếu niên mà đã xác định mình hoàn toàn là người song tính ở những lần đánh giá trước đó, 60 đến 70% tiếp tục xác định mình là như vậy, trong khi xấp xỉ 30 đến 40% còn lại cho rằng mình thuộc bản dạng đồng tính nam/đồng tính nữ theo thời gian. Rosario và những người khác cho rằng "mặc dù có những thanh thiếu niên kiên định trong việc tự xác định mình là người song tính trong suốt cuộc nghiên cứu, nhưng với những thanh thiếu niên khác, bản dạng song tính được dùng như là một bản dạng chuyển tiếp sang một bản dạng tiếp theo là đồng tính nam/đồng tính nữ."
Ngược lại, một nghiên cứu theo chiều dọc được thực hiện bởi Lisa M. Diamond, qua quan sát những phụ nữ đã xác định là người đồng tính nữ, người song tính hay không gắn nhãn cho rằng "nhiều phụ nữ chấp nhận bản dạng song tính/không gắn nhãn hơn là từ bỏ những bản dạng này." qua 10 năm. Nghiên cứu cũng tìm ra rằng "những phụ nữ song tính/không gắn nhãn có sự phân bố tổng thể ổn định về sự hấp dẫn cùng giới/khác giới." Diamond cũng đã thực hiện nghiên cứu về song tính nam, chú thích rằng nghiên cứu khảo sát đã tìm ra "hầu hết mọi đàn ông tại một thời điểm nào đó chuyển từ một bản dạng đồng tính nam sang một bản dạng song tính, queer hay không gắn nhãn, tương tự từ một bản dạng song tính sang một bản dạng đồng tính nam."

### Thang đo Kinsley
Vào những năm 1940, nhà động vật học Alfred Kinsey đã tạo ra một thang để đo phổ của xu hướng tính dục từ dị tính/dị tính luyến ái đến đồng tính/đồng tính luyến ái. Kinsey đã nghiên cứu về tính dục loài người và lập luận rằng con người có khả năng là người dị tính hoặc người đồng tính ngay cả khi đặc điểm này không thể hiện trong hoàn cảnh hiện tại. Thang đo Kinsey được dùng để miêu tả phản ứng hoặc trải nghiệm tình dục của một người trong một khoảng thời gian nhất định. Nó bắt đầu từ 0, tức dị tính hoàn toàn, đến 6, tức đồng tính hoàn toàn. hững người xếp ở mức đâu đó từ 2 đến 4 thường được coi là song tính; chúng thường không hoàn toàn là ở đầu này hay đầu còn lại của thang.. Những người xếp ở mức đâu đó từ 2 đến 4 thường được coi là song tính; chúng thường không hoàn toàn là ở đầu này hay đầu còn lại của thang.
Nhà tâm lý học Jin McKnight viết rằng trong khi ý kiến song tính/song tính luyến ái là một dạng xu hướng tính dục trung gian giữa đồng tính/đồng tính luyến ái và dị tính/dị tính luyến ái được ngầm hiểu trong thang đo Kinsey, quan niệm đó đã bị "thách thức nghiêm trọng" kể từ khi Homosexualities (1978) được xuất bản bởi Weinberg và nhà tâm lý học Alan P. Bell

## Nhân khẩu học và sự phổ biến
Các ước tính khoa học về tỷ lệ phổ biến của song tính/song tính luyến ái đã thay đổi từ 0.7% đến 8%. The Janus Report on Sexual Behavior, được xuất bản vào năm 1993, đã kết luận rằng 5% nam và 3% nữ xem họ là người song tính, trong khi 4% nam và 2% nữ xem họ là người đồng tính.
Một cuộc khảo sát tại Mỹ năm 2000 bởi Trung tâm Quốc gia về Dữ Liệu Y Tế Hoa Kỳ (NCHS) chỉ ra rằng 1.8% nam trong độ tuổi từ 18 đến 44 xem họ là người song tính, 2.3% là người đồng tính và 3.9 là "cái gì đó khác". Một cuộc nghiên cứu tương tự cũng chỉ ra rằng 2.8% nữ trong độ tuổi 18-44 xem họ là người song tính, 1.3% là người đồng tính và 3.8% là "cái gì đó khác". Vào năm 2007, một bài báo trong mục "Y tế" của The New York Times đã viết rằng "1.5% phụ nữ Mỹ và 1.7% đàn ông Mỹ xác định họ là người song tính." Cũng trong năm 2007, số liệu được báo cáo chỉ ra rằng 14.4% phụ nữ trẻ ở Mỹ xác định họ "di·", với 5.6% đàn ông xác định họ là người đồng tính nam hoặc người song tính. Một nghiên cứu trong tờ Biological Psychology vào năm 2011 đã báo cáo rằng có những đàn ông xác định họ là người song tính và có những người bị hấp dẫn bởi cả nam và nữ. Trong một khảo sát trên diện rộng của chính phủ nhằm thống kê xu hướng tính dục của người Mỹ, NHIS đã báo cáo rằng vào 7/2014 chỉ có 0.7% người Mỹ xác định họ là người song tính.
Một nhóm các cuộc khảo sát ở phương Tây gần đây tìm ra rằng khoảng 10% phụ nữ và 4% đàn ông xác định họ "gần như là dị tính", 1% phụ nữ và 0.5% đàn ông là người song tính, và 0.4% phụ nữ và 0.5% đàn ông "gần như là đồng tính".
Ở khắp các nền văn hóa, có một vài sự khác nhau về sự phổ biến của hành vi song tính, nhưng không có bằng chứng thuyết phục nào cho thấy có nhiều sự khác biệt trong tỉ lệ của sự hấp dẫn với người cùng giới tính. Tổ chức Y tế Thế giới (WHO) ước tính sự phổ biến trên thế giới của Nam có quan hệ tình dục với nam (MSM) là giữa 3 và 16%, nhiều người trong số họ cũng có quan hệ tình dục với nữ.

## Các nghiên cứu giả thuyết và phản hồi từ xã hội
Không có những nguyên nhân chính xác nào được các nhà khoa học đồng thuận cho việc một cá nhân hình thành xu hướng tính dục dị tính, song tính hay đồng tính. Mặc dù các yếu tố sinh học được ủng hộ nhiều, các nhà khoa học không tin rằng sự phát triển của xu hướng tính dục bắt nguồn từ bất cứ một yếu tố nào trong số đó. Đa số họ tin rằng sự phát triển của xu hướng tính dục được quyết định bởi mối liên hệ phức tạp của các tác động từ di truyền, nội tiết tố và môi trường, và được hình thành từ sớm. Có nhiều bằng chứng ủng hộ các nguồn gốc về mặt phi xã hội và sinh học hơn về mặt xã hội, đặc biệt đối với nam giới. Không có bằng chứng xác thực nào cho thấy quá trình nuôi dạy hoặc trải nghiệm thời thơ ấu có vai trò liên quan đến khuynh hướng tình dục. Các nhà khoa học không tin rằng xu hướng tính dục là một sự lựa chọn.
Hiệp hội Tâm lý học Hoa Kỳ khẳng định: "Cho đến nay, không có nghiên cứu khoa học được lặp lại nào hỗ trợ bất kỳ nguyên nhân sinh học cụ thể nào cho đồng tính luyến ái. Tương tự, không có nguyên nhân tâm lý xã hội hoặc gia đình cụ thể nào dẫn đến đồng tính luyến ái được xác định, bao gồm cả lịch sử bị lạm dụng tình dục thời thơ ấu."  Nghiên cứu về cách xu hướng tính dục được quyết định bởi di truyền hoặc các tác nhân trước khi sinh khác đóng vai trò quan trọng trong các cuộc tranh luận về chính trị và xã hội về đồng tính luyến ái, đồng thời cũng làm dấy lên nỗi sợ hãi về quá trình xác định đơn vị vật chất di truyền và xét nghiệm trước sinh.
Magnus Hirschfeld cho rằng xu hướng tính dục ở người trưởng thành có thể được giải thích dựa trên bản chất lưỡng tính của bào thai đang phát triển: ông tin rằng, trong mỗi phôi thai đều có một trung khu thần kinh thô sơ dành cho cảm giác hấp dẫn với nam giới và một trung khu khác cho cảm giác với nữ giới. Trong hầu hết các bào thai, trung tâm của sự hấp dẫn dị tính phát triển trong khi trung tâm của sự hấp dẫn đồng tính thoái hoá, nhưng trong những bào thai trở thành người đồng tính, hiện tượng này bị đảo ngược. Simon LeVay chỉ trích giả thuyết của Hirschfeld về giai đoạn đầu trong sự phát triển của song tính, cho rằng nó rất mơ hồ; LeVay khẳng định Hirschfeld đã thất bại trong việc phân biệt giữa ý kiến cho rằng não bộ không phân biệt giới tính ở giai đoạn đầu của sự phát triển với ý kiến rằng một cá nhân thực sự trải nghiệm sự hấp dẫn tình dục đối với cả nam và nữ. Theo LeVay, Hirschfeld tin rằng ở hầu hết những người song tính, sức hấp dẫn đồng tính tương đối thấp, do vậy có khả năng hạn chế sự phát triển của đồng tính luyến ái ở người trẻ tuổi; đây là điều mà Hirschfeld ủng hộ.
Hirschfeld đã tạo ra một thang đo điểm mười để đánh giá sức mạnh của ham muốn tình dục, với chiều hướng ham muốn được biểu thị bằng các chữ cái A (cho dị tính luyến ái), B (cho đồng tính luyến ái) và A + B (cho song tính luyến ái). Trên thang đo này, người nào ở A3, B9 sẽ ít bị thu hút bởi người khác giới mà bị thu hút một cách mãnh liệt bởi người đồng giới; người ở A0, B0 sẽ là người vô tính; và người ở A10, B10 sẽ bị hấp dẫn bởi cả hai giới. LeVay so sánh thước đo của Hirschfeld với thước đo được phát triển bởi Kinsey nhiều thập kỷ sau đó.
Cha đẻ của Phân tâm học, Sigmund Freud, tin rằng mỗi một cá nhân đều là song tính theo nghĩa kết hợp chặt chẽ những thuộc tính chung của cả hai giới tính. Theo ông, điều này đúng về mặt giải phẫu và do đó cũng đúng về mặt tâm lý, với sự hấp dẫn tình dục đối với cả hai giới là một khía cạnh của tâm lý song tính. Freud tin rằng trong quá trình phát triển giới tính, mặt nam tính của xu hướng song tính này thường sẽ thống trị ở nam giới và là mặt nữ tính trong trường hợp của phụ nữ, nhưng tất cả những người trưởng thành vẫn có những ham muốn xuất phát từ cả hai mặt nam tính và nữ tính trong bản chất của họ. Freud không khẳng định rằng tất cả mọi người là song tính theo nghĩa cảm nhận được mức độ hấp dẫn tình dục như nhau đối với cả hai giới. Niềm tin của Freud về song tính luyến ái bẩm sinh đã bị bác bỏ bởi Sándor Radó vào năm 1940 và nhiều nhà phân tâm học sau này. Radó lập luận rằng không có song tính luyến ái về mặt sinh học ở người. Nhà phân tâm học Edmund Bergler đã tranh luận trong Homosexuality: Disease or Way of Life? (Đồng tính luyến ái: Bệnh tật hay cách sống?) (1956) rằng song tính luyến ái không tồn tại và tất cả những người được cho là song tính đều là người đồng tính.
Alan P. Bell, Martin S. Weinberg, và Sue Kiefer Hammersmith ghi lại trong Sexual Preference (Khuynh hướng lựa chọn Tình dục) (1981) rằng, những người song tính có khuynh hướng lựa chọn tình dục ít liên quan rõ rệt đến cảm giác tình dục trước tuổi trưởng thành hơn so với những người dị tính và đồng tính. Dựa trên kết luận này và các phát hiện khác, họ đề xuất ý kiến là song tính luyến ái bị ảnh hưởng bởi các kinh nghiệm từ xã hội và tình dục hơn là đồng tính luyến ái hoàn toàn. Letitia Anne Peplau và các tác giả khác cho rằng, mặc dù ý kiến của Bell và cộng sự về việc "các yếu tố sinh học có thể ảnh hưởng đến đồng tính luyến ái nhiều hơn so với song tính" có vẻ hợp lý, giả thuyết này vẫn chưa được kiểm nghiệm trực tiếp và dường như mâu thuẫn với các chứng cứ hiện có, ví dụ như bằng chứng liên quan đến việc tiếp xúc với nội tiết tố trước sinh.
Song tính luyến ái ở con người vẫn luôn được nghiên cứu song hành với đồng tính luyến ái. Van Wyk và Geist lập luận rằng điều này là vấn đề trong nghiên cứu tính dục, bởi một số ít nghiên cứu quan sát riêng biệt những người song tính đã chỉ ra rằng họ thường khác biệt so với người dị tính và đồng tính. Hơn nữa, song tính luyến ái không phải lúc nào cũng ở giữa của sự phân đôi. Nghiên cứu chỉ ra, song tính luyến ái bị ảnh hưởng bởi sự tương tác giữa các biến số thuộc về sinh học, nhận thức và văn hoá, từ đó dẫn đến nhiều loại song tính khác nhau
Trong cuộc tranh luận gần đây xoay quanh những ảnh hưởng đến xu hướng tính dục, những giải thích dựa trên cơ sở sinh học bị nghi ngờ bởi các nhà khoa học xã hội, đặc biệt từ những người ủng hộ nữ quyền khuyến khích phụ nữ tự quyết định cuộc sống và tính dục của mình một cách có ý thức. Mấu chốt khác biệt giữa thái độ của người đồng tính nam và nữ là việc nam giới thường nhìn nhận tính dục của họ dưới góc nhìn sinh học, "phản ánh trải nghiệm chung của nam giới trong văn hoá này, chứ không phải sự phức tạp trong thế giới đồng tính nữ". Bên cạnh đó, cũng có bằng chứng cho thấy tính dục của nữ giới có thể bị ảnh hưởng mạnh mẽ hơn bởi các yếu tố văn hoá và hoàn cảnh.
Nhà phê bình Camille Paglia đề cao song tính luyến ái như một lý tưởng. Năm 1995, trong cuốn sách của mình mang tên Vice Versa: Bisexuality and the Eroticism of Everyday Life (Đảo ngược: Song tính luyến ái và Sự gợi dục trong cuộc sống hàng ngày), giáo sư Marjorie Garber của Đại học Harvard chuyên nghiên cứu về Shakespeare đã đề xuất một trường hợp mang tính lý thuyết về song tính luyến ái. Trong đó, bà cho rằng hầu hết con người đều là song tính nếu không phải do sự kìm nén và  các yếu tố khác như thiếu cơ hội tình dục.

### Cấu trúc não bộ và nhiễm sắc thể
Cuộc khám nghiệm tử thi của LeVay vào năm 1991 đối với 18 người đồng tính nam, 1 người nam song tính, 16 người nam và 6 người nữ được cho là dị tính chỉ ra rằng nhân INAH 3 ở vùng dưới đồi phía trước của người đồng tính nam nhỏ hơn của người dị tính nam và có kích thước tương đương với [nhân] của người dị tính nữ. Mặc dù cùng nhóm với người đồng tính, kích thước của nhân INAH 3 ở đối tượng song tính tương đồng với [kích thước nhân ở] người dị tính nam.
Một số bằng chứng ủng hộ khái niệm xu hướng song tính luyến ái ở nam giới xuất phát từ sinh học. Theo Money (1998), nam giới có thêm nhiễm sắc thể Y nhiều khả năng là song tính, có ham muốn cực khoái lệch chuẩn và bốc đồng.

### Thuyết tiến hóa
Một số nhà tâm lý học tiến hoá lập luận rằng hấp dẫn đồng giới không có giá trị thích ứng vì nó không liên quan đến khả năng thành công trong sinh sản. Thay vào đó, song tính luyến ái có thể do sự biến đổi thông thường của khả biến thần kinh. Gần đây, người ta cho rằng đồng minh đồng giới có thể đã giúp nam giới đạt được địa vị cao trong xã hội, tiếp cận với nữ giới và cơ hội sinh sản. Họ cũng có thể đã giúp nữ giới tiến tới vị trí an toàn và nhiều tài nguyên hơn, đồng thời nâng cao khả năng nuôi dạy con cái thành công.
Brendan Zietsch của Viện nghiên cứu Y học Queensland đề xuất một lý thuyết khác rằng những người nam thể hiện đặc điểm tính nữ sẽ trở nên hấp dẫn hơn trong mắt nữ giới, và vì vậy họ dễ có khả năng giao phối hơn, miễn là các gen liên quan không khiến họ hoàn toàn từ chối dị tính luyến ái.
Cũng trong một báo cáo năm 2008, các tác giả cho rằng "Có bằng chứng đáng kể cho thấy xu hướng tính dục của con người bị ảnh hưởng về mặt di truyền, vì vậy rất khó xác định cách đồng tính luyến ái với xu hướng làm giảm khả năng sinh sản lại được duy trì với tần suất tương đối cao." Họ đưa ra giả thuyết rằng "trong khi các gen định trước đồng tính luyến ái làm giảm khả năng sinh sản của người đồng tính, chúng có thể mang lại một số lợi thế cho những người dị tính có các gen này" và kết quả của họ cho thấy "các gen thiên về đồng tính luyến ái có thể mang lại lợi thế giao phối ở những người dị tính luyến ái, điều này có thể giúp giải thích sự tiến hóa và duy trì tình trạng đồng tính luyến ái trong dân số."
Trên tạp chí Scientific American Mind, nhà khoa học Emily V. Driscoll đã phát biểu rằng hành vi đồng tính và song tính khá phổ biến ở một số loài và nó thúc đẩy sự gắn kết: "Càng đồng tính, loài càng hòa bình". Bài báo cũng nêu rõ: "Tuy nhiên, không giống như hầu hết con người, các cá thể động vật nói chung không thể được phân loại là đồng tính hay dị tính: một con vật tham gia tán tỉnh hoặc quan hệ đồng giới không nhất thiết phải tránh xa các tiếp xúc khác giới. Thay vào đó, ở nhiều loài, xu hướng đồng tính luyến ái đã ăn sâu vào và trở thành một phần trong xã hội của chúng. Có nghĩa là, có lẽ không có sinh vật đồng tính nào hoàn toàn, chỉ có song tính. Động vật không phân biệt giới tính. Chúng chỉ quan hệ tình dục."

### Sự tính nam hóa
Sự tính nam hoá nữ giới và cường điệu hóa tính nam ở nam giới là một chủ đề chính thường thấy ở nghiên cứu về xu hướng tính dục. Có khá nhiều nghiên cứu cho rằng người song tính sở hữu mức độ tính nam hoá cao. LaTorre và Wendenberg (1983) đã tìm ra các khác biệt về đặc điểm tính cách ở người song tính, dị tính và đồng tính. Người song tính được nhận định là có ít vấn đề về lòng tự tin  hơn người đồng tính và dị tính. Kết quả nghiên cứu này chỉ rõ người song tính  tự tin về bản thân và ít có khả năng mắc các chứng mất ổn định tâm lý hơn. Nghiên cứu này không tìm hiểu về các lề thói xã hội, các định kiến, hoặc sự tính nữ hoá nam giới đồng tính.
Trong một bài nghiên cứu so sánh, được xuất bản trong tạp chí Journal of the Association for Research in Otolaryngology (tạm dịch: Tạp chí Hiệp hội Nghiên cứu Khoa tai họng), nữ giới thường sở hữu thính giác nhạy cảm hơn nam giới, điều mà các nhà nghiên cứu cho  là một tính trạng di truyền liên quan đến việc sinh con. Người ta đã phát hiện rằng phụ nữ đồng tính và song tính có thính giác đặc biệt nhạy cảm với âm thanh so với phụ nữ dị tính, tức chỉ ra tính trạng di truyền khiến họ không chịu được các âm thanh có tông quá cao. Trong khi nam giới dị tính, đồng tính và song tính được xác định là biểu hiện một hình mẫu ổn định tương tự về thính giác, có điểm khác biệt đáng chú ý ở một phân nhóm nhỏ nam giới được nhận định là nam giới đồng tính bị cường điệu hoá tính nữ, là nhóm này thể hiện kết quả kiểm tra giống như nữ giới dị tính.

### Nội tiết tố tiền sản
Lý thuyết nội tiết tố tiền sản liên quan tới tính hướng tính dục cho rằng những người tiếp xúc với nồng độ cao hormone tình dục sẽ có não bộ bị tính nam hoá và thể hiện mức độ đồng tính hoặc song tính cao. Tuy nhiên, cho đến giờ, vẫn chưa có nghiên cứu nào cung cấp bằng chứng cho sự tính nam hoá não bộ. Tìm hiểu về những điều kiện đặc biệt như bệnh tăng sản thượng thận bẩm sinh (CAH) và sự phơi nhiễm chất diethylstilbestrol (DES) cho thấy rằng sự tiếp xúc tiền sản với lượng testosterone hoặc estrogen cao, một cách tuần tự, đều có liên hệ với những mộng tưởng tình dục đồng giới nữ ở tuổi trưởng thành. Cả hai ảnh hưởng này đều được cho là có liên quan đến tính song tính thay vì đồng tính.
Có bằng chứng qua nghiên cứu cho thấy tỉ lệ chiều dài ngón tay thứ hai và thứ tư (ngón trỏ và ngón đeo nhẫn) có tỉ lệ nghịch với testosterone tiền sản và tỉ lệ thuận với estrogen. Khảo sát đo ngón tay cho ra kết quả tỉ lệ ngón tay N2:N4 (ngón nhẫn dài hơn) lệch mạnh về phía tính đồng tính, và một tỉ lệ còn thấp hơn nữa ở nhóm song tính. Có ý kiến cho rằng, sự tiếp xúc với testosterone tiền sản cao và estrogen tiền sản thấp là một lý do gây ra đồng tính, trong khi sự phơi nhiễm testosterone rất cao có thể liên quan đến tính song tính. Do nhìn chung, testosterone đóng vai trò quan trọng trong việc phân biệt tính dục, nên quan điểm này tạo ra một phương án song song với ý kiến rằng tính đồng tính nam là do di truyền.
Giả thuyết nội tiết tố tiền sản gợi ý rằng xu hướng đồng tính là kết quả của tiếp xúc với  testosterone thừa, tạo ra một não bộ bị tính nam hoá quá mức. Ý này mâu thuẫn với một giả thuyết khác cho rằng xu hướng đồng tính ở nam giới có thể đến từ một não bộ đã bị tính nữ hoá. Tuy nhiên, người ta cũng đã nêu ý kiến rằng tính đồng tính có thể sinh ra từ sự thiếu hụt cơ quan thụ cảm ở một số vị trí nhất định trong não bộ, từ đó tạo nên nồng độ cao testosterone tự do tiền sản. Do đó, não bộ có thể bị tính nữ hoá trong khi các tính trạng khác, ví dụ như tỉ lệ N2:N4 có thể bị tính nam hoá quá mức.

### Nhu cầu tình dục
Van Wyk và Geist đã tóm tắt lại  kết luận từ các nghiên cứu so sánh người song tính với người dị hoặc đồng tính rằng người song tính có tỉ lệ hoạt động tình dục, tưởng tượng, hoặc hứng thú tình dục cao hơn. Các nghiên cứu trên đã tìm ra  nam giới và nữ giới song tính có nhiều tưởng tượng tính dục dị tính hơn người dị tính hoặc đồng tính; rằng nam giới song tính hoạt động tình dục với phụ nữ nhiều hơn nam giới dị tính, và họ thủ dâm nhiều hơn nhưng có ít cuộc hôn nhân hạnh phúc hơn người dị tính; rằng phụ nữ song tính đạt cực khoái nhiều lần trong một tuần hơn và theo miêu tả thì mạnh mẽ hơn phụ nữ dị tính hoặc đồng tính; và rằng phụ nữ song tính phát triển hoạt động tình dục dị tính sớm hơn, thủ dâm và ưa thích thủ dâm hơn, và có nhiều kinh nghiệm hơn trong các loại tiếp xúc dị tính hơn.
Nghiên cứu cho thấy rằng, đối với phần lớn nữ giới, ham muốn tình dục cao được liên hệ với sự tăng của hấp dẫn tính dục với cả nữ và nam. Tuy nhiên, đối với nam giới, ham muốn tình dục cao được liên hệ với sự tăng hấp dẫn tính dục với chỉ một giới tính thay vì hai, tuỳ theo xu hướng tính dục. Tương tự đối với phần lớn phụ nữ song tính, ham muốn tình dục cao  có mối liên quan với sự tăng hấp dẫn tính dục với cả nữ và nam; trong khi đối với nam giới song tính, ham muốn tình dục cao có mối liên hệ với sự tăng mức hấp dẫn với một giới tính, và giảm mức hấp dẫn với giới tính còn lại.

## Cộng đồng

### Ảnh hưởng chung đến cộng đồng
Cộng đồng song tính (còn được biết đến với cái tên cộng đồng song tính/toàn tính, song/toàn/linh hoạt tính, hoặc phi đơn tính) bao gồm các thành viên cộng đồng LGBT nhìn nhận bản thân là song tính, toàn tính hoặc linh hoạt. Bởi một số cá nhân song tính không cảm thấy bản thân phù hợp với cộng đồng người đồng tính hoặc dị tính, và bởi họ thường trở nên "vô hình" trong mắt xã hội, có một nhóm người song tính đặt mục tiêu tự tạo nên cộng đồng, văn hoá và phong trào chính trị riêng. Một số người song tính lại có thể tự hoà nhập vào cộng đồng đồng tính hoặc dị tính. Một số khác lại coi sự hoà nhập này là do bị ép buộc thay vì tự nguyện; người song tính khi công khai có thể phải đối mặt với sự cô lập từ cả cộng đồng dị tính lẫn đồng tính. Nhà tâm lý học Beth Firestein phát ngôn rằng người song tính có xu hướng nội hóa các áp lực đến từ xã hội liên quan đến lựa chọn đối tác của họ, và họ cảm thấy bị bắt buộc phải tự dán nhãn bản thân là người đồng tính thay vì đứng ở vị trí trung lập đầy khó khăn do sự hấp dẫn đối với cả hai giới tính sẽ đi ngược lại giá trị xã hội đặt vào hình thức hôn nhân một vợ một chồng. Những áp lực và căng thẳng từ xã hội này có thể ảnh hưởng đến sức khoẻ tâm lý của người song tính, và có những phương pháp điều trị tâm lý đặc biệt đã được phát triển dành cho người song tính để xử lý vấn đề này.
Trong văn hoá đại chúng, hành vi song tính cũng gắn liền với nam giới tham gia vào quan hệ đồng tính trong khi vẫn thể hiện bản thân là người dị tính. Phần lớn nam giới như thế — thường được gọi là trốn sau bình phong — không cho rằng bản thân là người song tính. Tuy nhiên, có thể đây là một quan niệm xã hội sai lầm có liên quan mật thiết đến việc những cá nhân LGBT khác phải giấu xu hướng tính dục thật của mình do áp lực từ xã hội, một hiện tượng thông thường được gọi là "kín".  
Ở Mỹ, năm 2013, một khảo sát của Trung tâm Nghiên cứu Pew cho thấy rằng 28% người song tính nói rằng "tất cả hoặc phần lớn những người quan trọng trong đời họ đều biết rằng họ thuộc cộng đồng LGBT" trong khi con số đó ở người đồng tính nam và đồng tính nữ có cùng trải nghiệm, con số lần lượt là 77% và 71%. Thêm vào đó, khi được chia theo giới tính, chỉ 12% nam giới song tính so với 33% nữ giới song tính nói rằng họ đã "công khai".

### Quan niệm và phân biệt đối xử
Bài chính: Sự ghét sợ song tính và Sự chối bỏ song tính
Xem thêm: Sự ghét sợ nữ giới yêu nữ giới
Như những người thuộc về các nhóm LGBT khác, người song tính thường phải đối mặt với sự phân biệt đối xử. Bên cạnh sự phân biệt liên quan đến chứng ghét sợ đồng tính, người song tính còn phải chống lại sự phân biệt đến từ người đồng tính nam, đồng tính nữ, và xã hội dị tính xung quanh chữ song tính và bản thân danh tính song tính của họ nữa. Có những quan niệm rất phổ biến như: tất cả mọi người đều song tính (đặc biệt là ở phụ nữ nhiều hơn là nam giới), hoặc song tính không phải là một danh tính độc lập  Điều này bắt nguồn từ hai quan điểm: từ góc nhìn thượng tôn dị tính, con người được cho là bị hấp dẫn bởi người khác giới, và đôi khi người song tính bị cho rằng chỉ là người dị tính đang thử những trải nghiệm tình dục mới. Từ góc nhìn mang thành kiến với người phi đơn tính, con người được cho rằng không thể là song tính trừ khi họ bị hấp dẫn bởi cả hai giới tính với mức độ như nhau, từ đó tối giản xu hướng tính dục thành việc một người thích giới hoặc giới tính nhất định nào. Theo quan điểm này, người ta chỉ có thể là dị tính hoặc là đồng tính, là người đồng tính với mong muốn tỏ ra là dị tính, hoặc người dị tính đang thử nghiệm với tính dục của bản thân. Tuy nhiên, các khẳng định rằng một người không thể là người song tính trừ khi họ bị hấp dẫn tương đương bởi cả hai giới tính đã bị nhiều nhà nghiên cứu phủ nhận, và họ cho rằng tính song tính nằm ở trên một phổ, cũng như tính dục nói chung vậy.
Tính song tính ở nam giới đặc biệt thường bị cho là không tồn tại, với các nghiên cứu về tính linh hoạt của tính dục đóng góp thêm vào cuộc tranh luận này. Năm 2005, các nhà nghiên cứu Gerulf Rieger, Meredith L. Chivers, and J. Michael Bailey đã sử dụng phép đo sự biến đổi thể tích dương vật để đo mức độ hưng phấn tình dục của nam giới cho bản thân là song tính trước phim khiêu dâm chỉ có nam giới và phim khiêu dâm chỉ có nữ giới. Người tham gia nghiên cứu được tuyển lựa qua quảng cáo trên các tạp chí cho người đồng tính và một ấn phẩm giải trí. Họ phát hiện rằng những nam giới song tính trong nhóm đối tượng của họ có kiểu hình phản ứng bền vững giống như nam giới đồng tính hoặc dị tính. Các tác giả kết luận rằng "về biểu hiện và danh tính, nam giới song tính rõ ràng có tồn tại", nhưng rằng tính song tính ở nam giới vẫn chưa được chứng minh là  tồn tại về mặt hưng phấn tình dục hay hấp dẫn tình dục. Việc ông Bailey khẳng định rằng "đối với nam giới, hưng phấn tình dục chính là tính hướng" đã bị tổ chức Fairness and Accuracy in Reporting (FAIR) (tạm dịch: Công bằng và Chính xác trong Báo cáo) chỉ trích là đơn giản hoá và không bao gồm hành vi và sự tự khẳng định. Thêm nữa, một số nhà nghiên cứu khẳng định rằng kĩ thuật dùng trong nghiên cứu để đo mức độ phản ứng ở bộ phận sinh dục quá đơn sơ để bao hàm được mức độ phức tạp của sự hấp dẫn (xúc cảm tình dục, tình cảm, sự ngưỡng mộ). National Gay and Lesbian Task Force (tạm dịch: Lực lượng Đặc nhiệm Đồng tính Quốc gia) gọi bản nghiên cứu và bài viết về nó của tờ The New York Times là sai sót và phân biệt đối xử với người song tính.
American Institute of Bisexuality (Viện nghiên cứu Song tính Mỹ) phát ngôn rằng nghiên cứu của Bailey đã bị hiểu nhầm và báo cáo sai bởi tờ The New York Times và những người chỉ trích. Năm 2011, Bailey và các nhà nghiên cứu khác báo cáo rằng ở nam giới có tiền sử quan hệ tình cảm và tình dục với cả hai giới tính, có xuất hiện mức độ phản ứng hấp dẫn tình dục cao với cả hình ảnh tình dục nam và nữ. Các đối tượng được tuyển lựa từ một nhóm Craiglist dành cho nam giới tìm kiếm mối quan hệ gần gũi với cả hai người trong một mối quan hệ dị tính. Các tác giả nói rằng sự thay đổi trong cách tuyển chọn này là một sự khác biệt quan trọng, nhưng có thể đây chưa phải một nhóm đại diện chính xác cho nam giới song tính. Họ kết luận rằng "nam giới mang nhãn song tính, sở hữu kiểu mẫu hưng phấn tình dục mang tính song tính, có tồn tại", nhưng không thể khẳng định hình mẫu này có điển hình  ở nam giới song tính hay không.
Sự chối bỏ song tính (hoặc sự vô hình hoá song tính) là xu hướng bỏ qua, xoá bỏ, xuyên tạc, hoặc giải thích lại những bằng chứng của tính song tính trong văn hoá, lịch sử, học thuật, truyền thông và các nguồn thông tin chính khác. Ở mức độ cực đoan nhất, sự chối bỏ song tính bao gồm cả phủ nhận sự tồn tại của tính song tính. Đây thường là biểu hiện của chứng ghét sợ song tính mặc dù biểu hiện này không nhất thiết phải bao gồm sự thù hằn công khai
Hiện sự bao hàm và hiện diện của người song tính, đặc biệt là ở trong cộng đồng LGBT, đang dần tăng lên. Nhà tâm lý học người Mỹ Beth Firestone viết rằng từ khi bà viết cuốn sách đầu tiên về tính song tính vào năm 1996, "song tính đã xuất hiện nhiều hơn, mặc dù quá trình này không đồng đều và sự nhận thức về song tính vẫn tối thiểu hoặc không tồn tại ở nhiều vùng sâu, vùng xa của nước ta và trên thế giới." 

### Biểu tượng
Một biểu tượng phổ biến của cộng đồng song tính là cờ tự hào song tính, có đường màu hồng đậm ở trên cùng biểu trưng cho đồng tính luyến ái, đường màu xanh cho dị tính luyến ái và đường màu tím – hòa sắc của hồng và xanh - ở giữa, biểu trưng cho song tính luyến ái.

Cờ tự hào song tính

Một biểu tượng khác với bảng màu tượng trưng tương tự là một cặp tam giác hồng và xanh nằm lên nhau, tạo thành màu tím/ màu oải hương ở điểm giao. Thiết kế này được mở rộng thêm từ biểu tượng tam giác hồng, một biểu tượng phổ biến của cộng đồng người đồng tính.

Cặp tam giác nằm lên nhau

Một số cá nhân là song tính phản đối việc sử dụng tam giác hồng bởi đó là biểu tượng mà chế độ Adolf Hitler đã sử dụng để đánh dấu và hãm hại người đồng tính. Vì vậy, một biểu tượng trăng lưỡi liềm đôi được tạo ra để tránh việc sử dụng hình tam giác. Biểu tượng này phổ biến ở Đức và các quốc gia lân cận.

Vầng trăng đôi

Biểu tượng Sao Kim với Sao Kim và Sao Hỏa hai bên tượng trưng cho người nữ song tính

Biểu tượng Sao Hỏa với Sao Kim và Sao Hỏa hai bên tượng trưng cho người nam song tính

### Trong giới BDSM
Trong bài viết gốc năm 2001 của Steven Lenius, ông tìm hiểu sự chấp nhận song tính luyến ái trong một cộng đồng BDSM được cho là toàn tính. Nguyên nhân dẫn đến nghiên cứu này là việc "công khai" đã trở thành một điều chủ yếu dành cho người đồng tính nam và nữ, còn những người song tính cảm thấy bị thúc ép phải chọn một trong hai (và dù chọn bên nào thì vẫn chỉ đúng một nửa). Khám phá của ông vào năm 2001 là những người trong cộng đồng BDSM khuyến khích thảo luận chủ đề về song tính và toàn tính luyến ái và những vấn đề gây tranh cãi mà những nhãn này đưa ra trên bàn thảo luận, nhưng những thiên tính và vấn đề cá nhân đã cản trở họ sử dụng những nhãn ấy. Một thập kỉ sau, Lenius (2011) nhìn nhận lại những nghiên cứu của mình và xem xét liệu có điều gì đã thay đổi. Ông kết luận rằng chỗ đứng của người song tính trong cộng đồng BDSM và sở thích tình dục phi truyền thống vẫn chưa thay đổi, đồng thời tin rằng những thay đổi tích cực trong thái độ với người song tính là do nhìn nhận khác đi đối với những bản dạng tính dục và tính hướng khác nhau của xã hội. Nhưng Lenius (2011) nhấn mạnh rằng việc cộng đồng BDSM thúc đẩy toàn tính luyến ái đã góp phần vào thúc đẩy sự chấp nhận đối với những bản dạng tính dục khác.
Mặt khác, Brandy Lin Simula (2012) tranh luận rằng BDSM tích cực chống lại quy chuẩn giới và bà nhận dạng ba loại song tính luyến ái ở BDSM: đổi giới, phong cách dựa trên giới (mang một phong cách dựa trên giới khác dựa vào giới của đối tác khi tham gia) và bác bỏ giới (phản đối tư tưởng rằng giới của đối tác họ ảnh hưởng tới cuộc chơi). Simula (2012) giải thích rằng người thực hành BDSM thường xuyên thách thức quan niệm về tính dục của chúng ta bằng cách đẩy xa cực hạn của những về xu hướng tính dục và chuẩn mực giới. Đối với một số người, BDSM và sở thích tình dục phi truyền thống cho họ một diễn đàn để tạo ra những căn tính linh hoạt, luôn thay đổi.

### Trong chủ nghĩa nữ quyền
Quan điểm của nữ quyền về song tính luyến ái rất đa dạng, có từ chấp nhận song tính là một khía cạnh của nữ quyền cho tới việc bác bỏ song tính, cho rằng đó là một phản ứng chống đối, phản nữ quyền với chủ nghĩa nữ quyền đồng tính nữ. Một số phụ nữ từng có lúc tham gia vào hoạt động nữ quyền đồng tính nữ đã công khai mình là người song tính sau khi nhận ra bản thân có hấp dẫn với nam giới. Một ví dụ được nghiên cứu rộng rãi về sự mâu thuẫn giữa đồng tính nữ và song tính là cuộc diễu hành tự hào Northampton trong những năm từ 1989 đến 1993, khi nhiều nhà nữ quyền tham gia tranh luận về việc có nên bao gồm người song tính với phong trào này và liệu song tính luyến ái có hòa hợp được với nữ quyền không.
Các chỉ trích mà chủ nghĩa nữ quyền đồng tính nữ thường dùng để nhắm tới song tính luyến ái là song tính là phản nữ quyền, rằng song tính là một dạng ý thức sai lệch và rằng phụ nữ song tính theo đuổi mối quan hệ với nam giới là những người "hoang tưởng và tuyệt vọng." Căng thẳng giữa những nhà nữ quyền song tính và những nhà nữ quyền đồng tính nữ đã dịu bớt từ thập niên 1990, khi phụ nữ song tính được chấp nhận hơn trong cộng đồng nữ quyền, nhưng một số nhà nữ quyền đồng tính nữ như Julie Bindel vẫn chỉ trích song tính luyến ái. Bindel mô tả song tính ở nữ như một "xu hướng thời trang" được quảng bá do "chủ nghĩa khoái lạc tình dục" và đặt ra nghi vấn rằng liệu song tính luyến ái có thật hay không. Bà còn so sánh một cách mỉa mai người song tính với những người yêu mèo và những người thờ phụng quỷ. Sheila Jeffreys viết trong viết trong "Dị giáo đồng tính nữ" (The Lesbian Heresy) rằng nhiều nhà nữ quyền thoải mái  khi làm việc với đàn ông đồng tính, nhưng lại bất an khi giao thiệp với đàn ông song tính. Jeffreys chỉ ra rằng đàn ông đồng tính thường ít có khả năng sẽ quấy rối phụ nữ, còn đàn ông song tính thì có thể gây phiền hà cho phụ nữ y như đàn ông dị tính.
Donna Haraway là cảm hứng và nguồn cơn cho chủ nghĩa nữ quyền công nghệ với luận văn năm 1985 của bà "A Cyborg Manifesto: Science, Technology, and Socialist-Feminism in the Late Twentieth Century" (Bản tuyên ngôn của kẻ nửa người nửa máy: Khoa học, Công nghệ và Nữ quyền xã hội chủ nghĩa ở cuối thế kỉ 20), luận văn này được in lại trong sách Simians, Cyborgs and Women: The Reinvention of Nature (Vượn người, người nửa máy và người phụ nữ: Sự tái kiến tạo của thiên nhiên) (1991). Luận văn của Harraway chỉ ra rằng người nửa máy "không có liên đới tới song tính luyến ái, tính hội sinh tiền phức cảm Oedipus, những hành động vô căn cứ, hay những cám dỗ khác tới sự hữu cơ hoàn toàn thông qua một kết luận từ toàn bộ nguồn lực của các bộ phần thành một thể thống nhất."
Một người phụ nữ song tính đã đệ đơn kiện tạp chí "Common Lives/Lesbian Lives", cáo buộc họ phân biệt đối xử với người song tính khi bài viết cô nộp không được xuất bản.

## Lịch sử
Hi Lạp và La Mã cổ đại không gán những mối quan hệ tình dục với nhãn cố định như xã hội phương Tây hiện đại. Những người đàn ông có tình nhân nam không được gọi là người đồng tính và có thể có vợ hoặc tình nhân nữ khác.

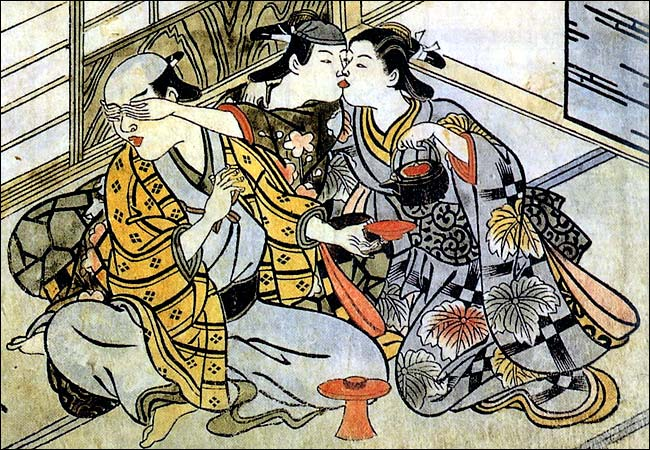
Shudo (đồng tính nam Nhật Bản): Một thanh niên mua vui cho tình nhân lớn tuổi hơn, che mắt người này khi lén lút hôn người hầu nữ.

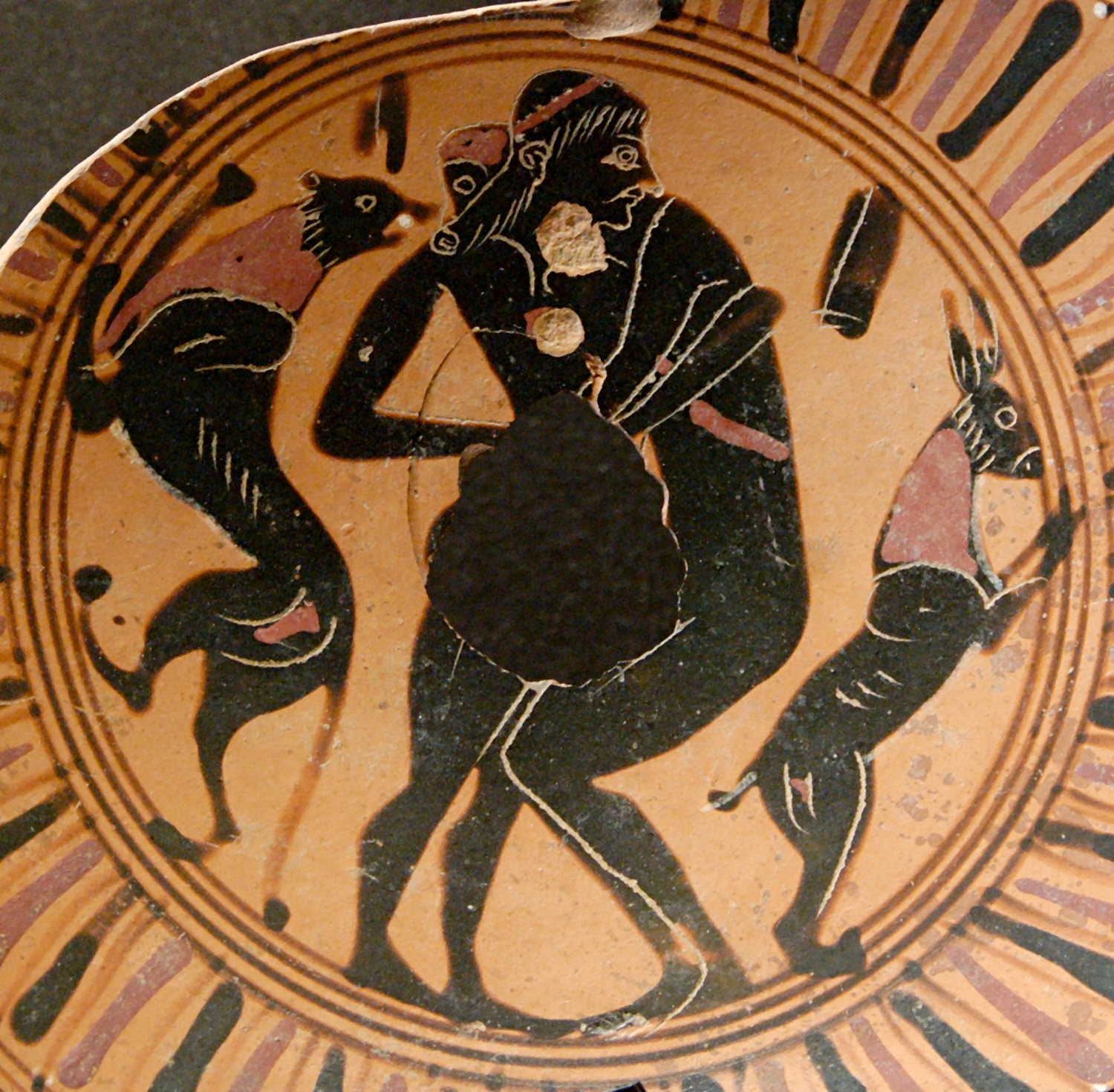
Thanh niên và thiếu niên tham gia quan hệ bằng đùi, một phần của cốc Attic hình đen, 550bc - 525bc, Louvre

Những văn bản tôn giáo của Hy Lạp cổ phản ánh những tập tục văn hóa trong đó có những đề tài về song tính. Các ẩn ý được đề cập thì đa dạng, từ trong thần thoại cho tới lời giáo huấn. Người Sparta cho rằng mối quan hệ tình cảm và nhục dục giữa những chiến binh lão luyện và những người lính mới sẽ làm bảo đảm lòng trung thành trên chiến trường và sự đoàn kết trong đoàn quân, đồng thời khuyến khích những hành động anh dũng để gây ấn tượng với tình nhân của mình. Một khi người chiến binh trẻ tuổi hơn đạt đến độ trưởng thành, mối quan hệ đó được cho rằng sẽ trở nên không còn yếu tố tình dục, nhưng ta không rõ rằng điều này được tuân thủ nghiêm ngặt đến đâu. Có sự kì thị nhất định đối với những thanh niên vẫn tiếp tục mối quan hệ với người chỉ dẫn của họ khi đã tới tuổi trưởng thành. Ví dụ như Aristophanes gọi họ là euryprôktoi nghĩa là "lỗ rộng" và ám chỉ họ như phụ nữ.
Tương tự, ở xã hội La Mã cổ đại, giới không quyết định việc một đối tác tình dục có phù hợp hay không, miễn là sự tận hưởng của người này không ảnh hưởng tới sự liêm chính của người kia. Xã hội chấp nhận việc một người đàn ông La Mã tự do, quan hệ với cả đối tác nữ và nam, miễn rằng anh ta nắm vai trò thâm nhập. Luân lí của hành vi này phụ thuộc vào địa vị xã hội của đối tác chứ không hề phụ thuộc vào giới. Cả phụ nữ và thanh niên nam đều được coi là những đối tượng của ham muốn hợp lẽ thường, nhưng bên lề hôn nhân một người đàn ông chỉ được hành động theo ham muốn với nô lệ, người làm nghề mại dâm (thường là nô lệ), và các infame. Việc một người đàn ông quan hệ với vợ một người đàn ông tự do khác, con gái có thể gả cưới và con trai chưa đến tuổi trưởng thành của người này hoặc với chính người này là hành động trái với đạo đức; sử dụng nô lệ của một người khác với mục đích tình dục thì tùy vào sự cho phép của chủ nhân nô lệ đó. Thiếu khả năng kiểm soát bản thân, trong đó là quản lí đời sống tình dục của mình, cho thấy một người đàn ông không đủ khả năng để chỉ đạo kẻ khác; tự buông thả quá mức vào những "khoái cảm nhục dục tầm thường" có thể gây hại tới căn tính là người có văn hóa của một người đàn ông ưu tú.
Vào thập niên 1940, Alfred Kinsey đã tiến hành một cuộc khảo sát diện rộng đầu tiên về hành vi đồng tính ở Hoa Kỳ. Kết quả khiến độc giả thời đó bất ngờ bởi chúng khiến hành vi và thu hút đồng tính có vẻ rất phổ biến. Công trình nghiên cứu năm 1948 của ông," Sexual Behavior in the Human Male (Hành vi tình dục ở nam giới loài người) chỉ ra rằng ở nam giới thì "gần như một nửa (46%) dân số tham gia vào cả hoạt động dị tính và đồng tính, hoặc có phản ứng với người ở cả hai giới tính xuyên suốt quãng đời trưởng thành của mình" và "37% dân số nam có trải nghiệm đồng tính đạt được cực khoái từ những năm đầu thời niên thiếu." Bản thân Kinsey không thích việc sử dụng thuật ngữ song tính (bisexual) để miêu tả những cá nhân tham gia vào hoạt động tình dục với cả nam và nữ, ông thiên về sử dụng từ này ở nghĩa sinh học gốc là loài lưỡng tính (hermaphroditic), ông nói rằng "Cho tới khi có thể chứng minh rằng thu hút trong một mối quan hệ tình dục phụ thuộc vào việc cá nhân đó mang trong mình cấu trúc giải phẫu của cả nam và nữ hay khả năng sinh lý học của cả nam và nữ  thì thật không hợp lí khi gọi cá nhân đó là song tính." Mặc dù những nhà nghiên cứu gần đây cho rằng Kinsey đã ước tính quá mức tỉ lệ thu hút đồng giới.:29, công trình của ông vẫn được cho là mang tính tiên phong và là một trong những nghiên cứu về tình dục nổi tiếng nhất mọi thời đại.

## Truyền thông
Song tính luyến ái thường được mô tả tiêu cực trong truyền thông, thường liên quan tới những định kiến và rối loạn tâm thần. Trong một bài báo nói về phim Brokeback Mountain năm 2005, nhà giáo dục giới tính Amy Andre đưa ra quan điểm rằng trong phim ảnh, những người song tính thường bị thể hiện một cách tiêu cực:

   Tôi thích những bộ phim mà trong đó người song tính công khai xu hướng tính dục với nhau với nhau rồi yêu nhau, bởi vì những bộ phim như vậy thường rất hiếm; ví dụ gần đây nhất là bộ phim hài lãng mạn Kissing Jessica Stein. Phần lớn những phim có nhân vật song tính thường vẽ nên một bức tranh đầy tính định kiến.... Nhân vật người tình song tính thường là kẻ dối trá (Mulholland Drive), ám ảnh với tình dục (Sex Monster), không chung thủy (High Art), và không đáng tin cậy (Three of Hearts), thậm chí còn có thể là sát nhân hàng loạt, như Sharon Stone trong Basic Instinct. Nói cách khác, người song tính luôn là nguyên nhân dẫn tới những mâu thuẫn trong phim.

Amy Andre, American Sexuality Magazin
Sử dụng một phân tích nội dung của hơn 170 bài báo được viết từ năm 2001 tới 2006, nhà xã hội học Richard N. Pitt, Jr. kết luận rằng truyền thông bệnh lý hóa hành vi song tính của đàn ông da đen trong khi lại thông cảm hoặc phớt lờ những hành động tương tự của đàn ông song tính da trắng. Ông ấy cho rằng đàn ông song tính da đen thường được mô tả như là một gã dị tính gian trá đang cố gắng lây HIV/AIDS cho xã hội. Ngược lại, đàn ông song tính da trắng lại thường được mô tả với một giọng điệu thương cảm, cứ như một người đàn ông đồng tính bị ép buộc che giấu bản thân trong một xã hội chuẩn hóa dị tính.

### Phim ảnh

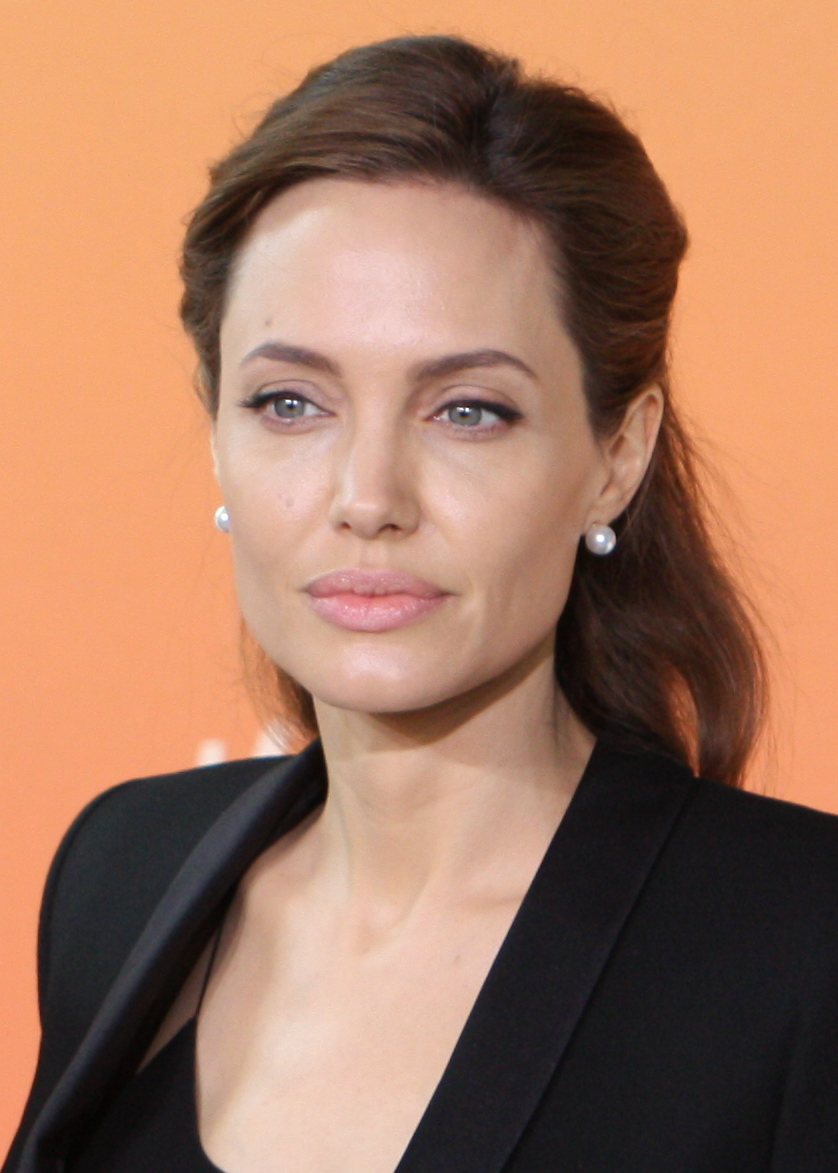
Angelina Jolie là một diễn viên song tính đã công khai tại Mỹ

Vào năm 1914, sự xuất hiện đầu tiên được ghi lại của nhân vật song tính (nam và nữ) là trong một phim của Mỹ có tên là A Florida Enchantment của Sidney Drew. Tuy nhiên, dưới sự kiểm duyệt được yêu cầu bởi Hays Code, từ "song tính" không thể được nhắc tới, và gần như không có một nhân vật song tính nào khác xuất hiện trong quãng thời gian từ năm 1934 cho tới năm 1968.
Những phác họa đáng chú ý và đa dạng của song tính luyến ái có thể được tìm thấy trong những bộ phim chính thống như Black Swan (2010), Frida (2002), Showgirls (1995), The Pillow Book (1996), Alexander (2004), The Rocky Horror Picture Show (1975), Henry & June (1990), Chasing Amy (1997), Velvet Goldmine (1998), Kissing Jessica Stein (2001), The 4th Man (1993), Basic Instinct (1992), Mulholland Drive (2001), Sunday Bloody Sunday (1971), Something for Everything (1970), The Rules of Attraction (2002), Brokeback Mountain (2005) và Call Me by Your Name (2017).
Virginia Woolf's Orlando: A Biography (1928) là một ví dụ đầu tiên về sự xuất hiện của song tính trong văn học. Câu chuyện về một người đàn ông thay đổi thành một phụ nữ mà không hề đắn đo gì thêm này được viết dựa trên cuộc đời của người tình của Vita Sackville-West của Woolf. sử dụng việc hoán đổi giới tính để tránh cho quyển sách bị cấm vì mang nội dung đồng tính. Đại từ nhân xưng trong truyện được chuyển từ nam sang nữ khi giới tính của Orlando thay đổi. Sự thiếu vắng một đại từ nhân xưng rõ ràng cho phép việc gán nhãn giới trong truyện mơ hồ hơn và ít quan trọng hơn. Cuốn sách ra mắt năm 1925 của bà cô, Mrs Dalloway, xoay quanh một người song tính nam và một người song tính nữ trong một cuộc hôn nhân dị tính không thoả mãn về mặt tình dục khi họ về già. Sau cái chết của Sackille-West, con trai bà, Nigel Nicolson, đã xuất bản cuốn Portrait of a Marriage, một trong những cuốn nhật ký của bà kể lại mối quan hệ của vụng trộm của bà với một người phụ nữ khi vẫn đang trong thời kỳ hôn nhân với Harold Nicolson. Những ví dụ khác trong thời kỳ đầu bao gồm các tác phẩm của DH Lawrence, chẳng hạn như Women in Love (1920), và loạt phim Claudine của Colette (1900–1903).
Nhân vật chính trong tiểu thuyết The Twyborn Affair (1979) của Patrick White là một người song tính. Những tiểu thuyết của nhà văn đương đại Bret Easton, như cuốn Bret Easton Ellis, như Less Than Zero (1985) và The Rules of Attraction (1987)  thường xuyên có sự xuất hiện của các nhân vật là người song tính nam; phương thức tiếp cận "hiển nhiên" đối với các nhân vật song tính này được sử dụng xuyên suốt trong các tác phẩm của Ellis.

### Âm nhạc
Nhạc sĩ nhạc rock David Bowie đã tuyên bố công khai rằng mình là người song tính trong một cuộc phỏng vấn với Melody Maker vào tháng 1 năm 1927, động thái này lại trùng hợp với thời điểm thực hiện buổi chụp hình đầu tiên trong chiến dịch trở thành ngôi sao của ông dưới cái tên Ziggy Stardust. Trong buổi phỏng vấn vào tháng 8 năm 1956 với tạp chí Playboy, Bowie cho hay, "Đúng vậy – tôi là người song tính. Nhưng tôi không thể phủ nhận rằng mình đã làm quen với thực tế này rất tốt. Tôi cho rằng đó là điều tuyệt vời nhất đã diễn ra với mình." Trong một cuộc phỏng vấn năm 1983, ông cho rằng đó là "lỗi lầm lớn nhất tôi từng mắc phải",, tới năm 2002 ông giải thích chi tiết hơn "Tôi không nghĩ đó là một sai lầm ở châu Âu, nhưng ở Mỹ thì mọi chuyện lại khó khăn hơn rất nhiều. Tôi không có vấn đề gì với việc mọi người biết tôi là người song tính. Nhưng tôi cũng không có ý định hướng đến việc làm người phát ngôn hay trở thành đại diện cho bất kỳ  một nhóm người nào. Tôi biết mình muốn trở thành người như nào, tôi muốn trở thành một người viết nhạc, một người biểu diễn [...] Ở Mỹ thái độ của mọi người rất khắt khe, và tôi nghĩ điều đó đã cản trở tôi được làm những gì mình muốn rất nhiều." 
Giọng ca của ban nhạc Queen Freddie Mercury cũng cởi mở về việc mình là người song tính, cho dù ông không bàn luận công khai về những mối quan hệ của bản thân.
Năm 1995, Jill Sobule hát về tò mò song tính (bi-curiosity) trong bài hát I Kissed A Girl, cùng một video ca nhạc với những cảnh Sobule bên cạnh người bạn trai xuất hiện xen kẽ với hình ảnh của cô với một người bạn gái. Một bài hát cùng tên khác của Katy Perry cũng có những gợi ý về chủ đề tương tự. Một số nhà hoạt động cho rằng bài hát chỉ càng thêm củng cố những khuôn mẫu xã hội, rằng người song tính chỉ muốn thử nghiệm và song tính không phải là một xu hướng tính dục có thật. Lady Gaga cũng tuyên bố rằng mình là người song tính, và cô đã thừa nhận rằng bài hát "Poker Face" của mình có nội dung mơ tưởng về một người phụ nữ trong khi đang ở cùng một người đàn ông.
Brian Molko, giọng ca chính của Placebo là một người song tính công khai. Ca sĩ chính của Green Day, Billie Joe Armstrong, cũng xác định bản thân mình là một người song tính, anh đã bày tỏ điều này trong một cuộc phỏng vấn năm 1995 với The Advocate, "Tôi nghĩ rằng tôi đã luôn là một người song tính. Ý tôi là, tôi đã luôn hứng thú về điều ấy. Tôi nghĩ là có những người sinh ra đã là song tính, chỉ là bố mẹ chúng ta và xã hội cứ lùa chúng ta vào những suy nghĩ rằng "Ồ, làm sao mà mình như thế được". Họ bảo rằng đó là điều cấm kỵ. Nó cứ thế gắn chặt vào nhận thức của chúng ta, khiến ta cho rằng làm chuyện đó là xấu, trong khi điều đó chẳng xấu chút nào. Đó là một điều thật đẹp đẽ". Năm 2014, Armstrong Amstrong bàn luận về các bài hát Coming Clean, anh phát biểu rằng "Đó là một bài hát viết về sự nghi ngờ bản thân. Bạn có thể có những cảm xúc như thế này về người cùng giới, người khác giới, đặc biệt là khi đang ở Berkeley và San Francisco. Mọi người đang thể hiện những cảm nhận của bản thân: đồng tính, song tính, chuyển giới, gì cũng được. Và hành động công khai những điều này trong xã hội đang ngày càng được chấp nhận hơn. Bây giờ hôn nhân đồng giới đã được công nhận...Tôi nghĩ đó là cả một quá trình khám phá. Tôi luôn sẵn sàng để thử bất cứ điều gì." 

### Truyền hình
Trong loạt series phim truyền hình của Netflix, Orange is the New Black, nhân vật chính, Piper Chapman, do nữ diễn viên Taylor Schilling thủ vai, là một nữ tù nhân song tính có quan hệ  yêu đương với cả nam và nữ. Trong mùa 1, trước khi vào tù, Piper đã đính hôn với vị hôn phu Larry Bloom, do nam diễn viên Jason Biggs thủ vai. Sau đó, khi vào tù, cô quay lại với người yêu cũ (và bạn tù), Alex Vause, do Laura Prepon thủ vai. Một nhân vật khác được khắc họa là song tính trongphim là một tù nhân tên là Lorna Morello, do nữ diễn viên Yael Stone thủ vai. Cô có một mối quan hệ thân mật với bạn tù Nicky Nichols, do Natasha Lyonne thủ vai, trong khi vẫn ngóng chờ "hôn phu" của cô, Christopher MacLaren, do Stephen O'Reilly thủ vai.
Series truyền hình FOX House có sự góp mặt của một nữ bác sĩ song tính, Remy "Thirteen" Hadley, do Olivia Wilde thủ vai, từ mùa bốn trở đi. The O.C., và series này đã từng có một thời gian có sự xuất hiện của nhân vật song tính Alex Kelly (cũng do Olivia Wilde thủ vai), quản lí của tụ điểm ăn chơi nổi loạn ở địa phương, như là một đối tượng tình cảm của Marissa Cooper. Trong bộ phim Oz của đài HBO, Chris Keller là một kẻ giết người hàng loạt song tính, kẻ đã tra tấn và hãm hiếp nhiều người đàn ông và phụ nữ khác nhau. Các bộ phim khác trong đó các nhân vật song tính che giấu chứng loạn thần kinh giết người của mình bao gồm Black Widow, Blue Velvet, Cruising, Single White Female và Girl, Interrupt.
Bắt đầu từ mùa năm 2009, loạt phim The Real World của MTV có hai nhân vật song tính, Emily Schromm, và Mike Manning.
Bộ phim truyền hình chủ đề tội phạm siêu nhiên của đài Showcase , Lost Girl, kể về những sinh vật được gọi là Fae, sống bí mật giữa con người, có nhân vật chính lưỡng tính, Bo, do Anna Silk thủ vai. Trong phần câu chuyện, cô vướng vào mối tình tay ba giữa Dyson, một người sói biến hình (do Kris Holden-Ried thủ vai) và Lauren Lewis, một bác sĩ người (do Zoie Palmer thủ vai) phục vụ cho thủ lĩnh của Gia tộc Light Fae.
Trong series phim khoa học viễn tưởng của đài BBC TV Torchwood, nhiều nhân vật chính được xây dựng với tính dục linh hoạt. Rõ ràng nhất là Captain Jack Harkness, một nhân vật chính có xu hướng tính dục toàn tính là nhân vật chính và sau theo đó mới là một anh hùng với năng lực khoa học viễn tưởng. Trong giới hạn logic của bộ phim  show, các nhân vật có thể tương tác với các loài ngoài hành tinh, nhà sản xuất đôi khi còn sử dụng từ "omnisexual" để miêu tả anh này. Người yêu cũ của Jack, thuyền trưởng John Hart cũng là người song tính. nhất một người là vợ cũ và ít nhất một người mà anh đã quan hệ và có con được chỉ ra. Một số nhà phê bình rút ra kết luận rằng series này thường cho thấy những hình ảnh của Jack với đàn ông hơn là với phụ nữ. Cha đẻ của series, Russell T Davies nói rằng một trong số những khó khăn khi viết về một nhân vật song tính là bạn sẽ "rơi vào cái bẫy" của việc "chỉ cho họ ngủ với đàn ông". Ông mô tả mùa thứ 4 của series này, "Các bạn sẽ thấy toàn bộ gu của anh ta, một cách thực sự hoàn thiện.""  Mối bận tâm về vấn đề song tính đã được các nhà phê bình coi  nhưlà sự bổ sung cho các khía cạnh khác của chủ đề của chương trình. Với nhân vật dị tính Gwen Cooper, người mà Jack nảy sinh tình cảm nhưng che giấu, những trải nghiệm mới của cô ở Torchwood, dưới hình thức những "công việc và quan hệ dị tính và hiểm nguy chết chóc", bao gồm không chỉ Thứ khác mà còn gồm cả một "khía cạnh ẩn giấu" của Cái tôi... Dưới sự tác động của pheromone từ người ngoài hành tinh, Gwen đã hôn một người phụ nữ trong Tập 2 của series. Trong tập 1, Owen Harper - một người dị tính -  đã hôn một người đàn ông để rút khỏi trận giao tranh khi anh chuẩn bị cướp lấy người bạn gái của người đàn ông kia. Quiet Toshiko Sato đem lòng yêu Owen, nhưng cô này cũng có một chút quan hệ tình cảm với một người ngoài hành tinh nữ và một anh chàng loài người

### Wedseries
Vào tháng 10 năm 2009, A Rose By Any Other Name được phát hành như một series "webisode" (website + episode) trên YouTube. Được đạo diễn bởi nhà ủng hộ quyền song tính Kyle Schickner, cốt truyện xoay quanh một người phụ nữ được nhận dạng là đồng tính nữ có tình cảm với một người đàn ông dị tính và rồi phát hiện mình thực ra là một người song tính.

## Ở những loài động vật khác
Ngoài con người, nhiều loài động vật cũng thể hiện hành vi song tính. Trong những loài thú có vú, những loài có thể kể đến là tinh tinh lùn, cá voi sát thủ, cá heo mũi chai. Ở loài chim thì có các loại hải âu và chim cánh cụt Humboldt. Hành vi song tính còn xuất hiện ở các loại cá và giun dẹp.
Nhiều loài động vật tham gia vào quá trình hình thành các môi liên kết tình dục hoặc phi tình dục giữa những cá thể cùng giới tính; ngay cả khi có cơ hội giao phối với cá thể khác giới, chúng vẫn chọn cá thể cùng giới. Một số loài có thể kể đến như linh dương, linh dương Gazelle, bò rừng, gà gô Sage-Grouse.
Trong vài trường hợp, động vật sẽ tham gia vào hoạt động tình dục với các cả thể cùng giới hoặc khác giới ở những thời điểm khác nhau trong đời, và sẽ thỉnh thoảng giao phối với cả hai giới một cách ngẫu nhiên. Hoạt động tình dục đồng giới còn có thể diễn ra theo mùa ở một số loài, ví dụ như sư tử biển đực sẽ thường hay thực hiện hành vi tình dục đồng giới với nhau ngoài mùa sinh sản, và khi mùa sinh sản tới chúng lại quay trở về giao phối với những con cái khác.

## Song tính luyến ái ở Việt Nam
Tiểu thuyết Nháp của Nguyễn Đình Tú có yếu tố song tính luyến ái.
Người song tính ở Việt Nam thường bị kỳ thị bởi cả chính người thuộc LGBT+. Bởi họ cho rằng những người song tính thường sẽ là những người lăng nhăng, dễ ngoại tình bởi người song tính có phạm vi hấp dẫn lớn hơn những người đồng tính và dị tính. Đồng thời, họ cũng cho rằng bởi áp lực từ xã hội và gia đình, những người song tính sau này sẽ bỏ người yêu cùng giới để kết hôn với người khác giới để làm hài lòng gia đình và xã hội.